# 흥덕IT밸리
흥덕IT밸리(영어: Heungdeok IT Valley)는 대한민국 경기도 용인시 기흥구 흥덕1로 13 (영덕동 1005)에 위치한 마천루이다. 2010년에 착공하여 2013년 10월에 완공하였다. 기숙사(90), 상가(110), 아파트형공장(754실)이 있다. A동은 업무시설이고 B동은 오피스텔이다. 현재 용인시에서 가장 높은 마천루다.

## 역사
2010년에 착공하였고 2011년 흥덕택지개발지구에 지상 40층 높이의 지식산업센터(구 아파트형공장)가 들어선다. 4월 19일 분양이 시작되었다. 5월에도 지식산업센터 분양중이다. 2013년 9월 내달 입주 예정이다. 10월에 입주가 시작되었다. 완공 당시 용인시에서 가장 높은 마천루가 되었다.
2025년 3월 26일 오후 11시경 큰 화재가 발생했다. 소방차, 응급실차가 30대 규모로 와서 신속히 대응하였다. 

## 구성
흥덕IT밸리는 지상 40층, 지하 3층과 지상 14층, 지하 3층 총 2개동으로 구성되어 있다.
| 명칭 | 층수 |
| ---- | ---- |
| A동  | 40층 |
| B동  | 14층 |

## 높이
최고 높이는 173.8m이고 지상은 40층으로 구성되어 있다. 원래 A동은 경기도에서 가장 높은 마천루이자 용인시에서 가장 높은 마천루로 계획했지만, 현재는 경기도 마천루 목록 30위에 올라있다. (현재 경기도 최고 마천루는 화성시에 있는 동탄 메타폴리스 타워다). A동은 경기도에서 가장 높은 지식산업센터에 용인시에서 가장 높은 지식산업센터다. 

## 특징
하늘 위에 실리콘밸리는 40층 초고층 첨단 지식산업센터다. 용도는 아파트형공장이고 업무시설, 지식산업센터, 근린생활시설이다. 입주기업들이 입주했다. 주변 용도는 오피스텔이다. 오피스텔에도 기업 입주가 가능하다. 하늘정원과 옥상정원은 A동에 있는데 B동에는 옥상정원만 있다. 별관은 지상 14층이다. 주차대수는 1,603대(법정 802.3대)다.

## 내부 시설

### A동
| 층수                | 용도         |
| ------------------- | ------------ |
| 2층 ~ 40층          | 지식산업센터 |
| 1층                 | 로비         |
| 지하 3층 ~ 지하 1층 | 지하주차장   |

### B동
| 층수                | 용도       |
| ------------------- | ---------- |
| 2층 ~ 14층          | 오피스텔   |
| 1층                 | 로비       |
| 지하 3층 ~ 지하 1층 | 지하주차장 |

## 같이 보기
- 대한민국의 마천루 목록
- 경기도의 마천루 목록
- 용인시의 마천루 목록